# تول، فرانسه
تول، فرانسه (به فرانسوی: Toul) یک کامین در فرانسه با جمعیت ۱۶٬۹۴۵ نفر است که در Canton of Toul-Nord واقع شده‌است.